# Paws of Fury: The Legend of Hank
Paws of Fury: The Legend of Hank (anteriormente titulada Blazing Samurai) (El perro samurái: La leyenda de Kakamucho en Hispanoamérica y Un héroe samurái: La leyenda de Hank en España) es una película de animación dirigida por Rob Minkoff y Mark Koetsier. Escrita por Ed Stone y Nate Hopper, la película es inspirada en la película Blazing Saddles (1974) de Mel Brooks. Está protagonizada por las voces de Michael Cera, Ricky Gervais, George Takei, Gabriel Iglesias, Michelle Yeoh y Samuel L. Jackson. 
La  película en Estados Unidos se estrenó el 15 de julio de 2022, a través de Paramount Pictures.

## Premisa
Un perro sin suerte, Hank, es entrenado para ser un samurái por un gato mentor, Jimbo, mientras un gato villano, Ika Chu, quiere destruir su pueblo poblado únicamente por gatos.

## Escena Post-Créditos
En una escena post-créditos dos guardias miran dentro de la celda de la prisión de Ika Chu dice "Que perra suerte" quien afirma al menos no tendrá para la secuela.

## Reparto de voz
- Michael Cera como Hank.
- Samuel L. Jackson como Jimbo.
- Ricky Gervais como Ika Chu.[3]
- Mel Brooks como Shogun.[4]
- George Takei como Ohga.[5]
- Gabriel Iglesias como Chuck.[6]
- Djimon Hounsou como Sumo.[7]
- Michelle Yeoh como Yuki.[8]
- Kylie Kuioka como Emiko.
- Aasif Mandvi como Ichiro.[9]
- Cathy Shim como Little Mama.

## Producción

### Desarrollo
Paws of Fury: The Legend of Hank, entonces conocida como Blazing Samurai, fue anunciada en noviembre de 2014, con GFM Films a cargo de las ventas a nivel internacional y Rob Minkoff y Yair Landau of Mass Animation a cargo de la producción. En febrero de 2015, Open Road Films adquirió los derechos de distribución en Estados Unidos y Chris Bailey y Mark Koetsier asumieron como directores. Susan Purcell también se unió a la producción como productora.
En noviembre de 2019, la película se volvió a anunciar después de que Aniventure se uniera a la producción. El presupuesto era de 45 millones de dólares (16 millones de dólares correspondían a “capital original”, mientras que el resto de los 29 millones procedían de Aniventure y créditos fiscales canadienses). En agosto de 2020, Align anunció que ayudaría a financiar la película. En febrero de 2021, un primer vistazo reveló que Landau y Purcell habían sido sustituidos por Adam Nagle y Guy Collins como productores.

### Animación
Arc Productions se disponía a proporcionar la mayor parte de la animación de la película, hasta el cierre de la empresa en 2016. En noviembre de 2019, se reveló que Cinesite se encargaría de la animación.

## Estreno
La fecha de estreno inicial estaba programada para el 14 de abril de 2017. En noviembre de 2019, Screen Daily informó de que la película se encontraba "en la primera fase de animación" en el estudio de animación Cinesite, con un estreno previsto para 2021. En enero de 2022, Paramount Pictures adquirió la película de GFM Animation y fijó su estreno en cines para el 22 de julio de 2022 a través de Paramount Animation, tomando la fecha de estreno de Under the Boardwalk de la propia Paramount Animation. En abril de 2022, la fecha de estreno se adelantó al 15 de julio de 2022. Un cartel reveló que la película sería distribuida por Paramount bajo Nickelodeon Movies en lugar de Paramount Animation.